# ويليام باول (لاعب كرة قدم أمريكية)
ويليام باول (بالإنجليزية: William Powell)‏ هو لاعب كرة قدم أمريكية ولاعب كرة قدم كندية أمريكي، ولد في 9 مارس 1988 في هيوستن في الولايات المتحدة.

## وصلات خارجية
- ويليام باول على موقع مرجع كرة القدم المحترفة.كوم (الإنجليزية)